# William z Gloucesteru
Princ William z Gloucesteru (William Henry Andrew Frederick; 18. prosince 1941, Barnet – 28. srpna 1972, Halfpenny Green) byl vnuk krále Jiřího V. a bratranec z otcovy strany královny Alžběty II. Při narození byl čtvrtý v linii následnictví trůnu; v době své smrti byl devátý.
Vystudoval Cambridge a Stanford, nastoupil na Úřad pro zahraniční věci, společenství a rozvoj v Lagosu a Tokiu, než se vrátil, aby převzal královské povinnosti. Vedl aktivní život, létal v letadlech Piper, projel Saharu a létal horkovzdušným balónem.
Byl posledním potomkem Jiřího III., kterému byla diagnostikována porfyrie, pravděpodobně dědičná nemoc, o níž se předpokládá, že způsobila duševní zhroucení Jiřího III.
Princ William zemřel v roce 1972 ve věku 30 let při letecké havárii, když pilotoval své letadlo v soutěži.

## Život
Narodil se 18. prosince 1941 v Barnet jako syn prince Henryho, vévody z Gloucesteru a jeho manželky Alice, vévodkyně z Gloucesteru. Jako vnuku britského monarchy mu náležel titul prince Spojeného království Velké Británie a Severního Irska. Pokřtěn byl 22. února 1942 v soukromé kapli hradu Windsor arcibiskupem z Canterbury Cosmem Gordonem Langem. Jeho kmotry byli strýc král Jiří VI., babička královna Marie, sestřenice princezna Helena Viktorie Šlesvicko-Holštýnská, teta Lady Margaret Hawkins, strýc lord William Montagu-Douglas-Scott a John Vereker, vikomt Gort, který se nemohl zúčastnit.
Vzdělání získal na Wellesley House School a na Eton College. Na Magdalene College v Cambridge získal bakalářský titul a později magisterský. Na Stanfordově univerzitě studoval politické vědy, americkou historii a business. Poté se vrátil do Británie, kde pracoval v bance Lazard.
Udržoval vztah s Zsuzsi Starkloff.
Byl amatérským pilotem a zemřel 28. srpna 1972 při letecké nehodě.